# ショーン・マクダーモット
ショーン・マイケル・マクダーモット（Sean Michael McDermott, 1974年3月21日 - ）は、アメリカ合衆国ネブラスカ州オマハ出身のアメリカンフットボール指導者。NFLのバッファロー・ビルズでヘッドコーチを務めている。

## 経歴

### 現役時代
ウィリアム&メアリー大学では後にピッツバーグ・スティーラーズのヘッドコーチとなるマイク・トムリンとチームメイトだった。ポジションはマクダーモットがディフェンシブバック、トムリンがワイドレシーバーであり、練習では頻繁に対戦していた。

### コーチ時代

#### フィラデルフィア・イーグルス
1999年にフィラデルフィア・イーグルスのスカウト管理コーディネーターに就任。
2001年より、ヘッドコーチのアンディ・リードのアシスタントとしてコーチングスタッフに就任した。
その後はディフェンシブバックコーチやラインバッカーコーチを歴任した。
2009年5月18日、ディフェンシブ・コーディネーターのジム・ジョンソンが病気のため休養となり、暫定でディフェンシブ・コーディネーターに就任した。7月24日、ジョンソンの復帰が困難となり、正式なディフェンシブ・コーディネーターに就任。ジョンソンはその4日後に死去した。
2010年シーズン終了後に解雇された。

#### カロライナ・パンサーズ
2011年1月17日、イーグルス時代の同僚ロン・リベラがヘッドコーチを務めるカロライナ・パンサーズのディフェンシブ・コーディネーターに就任した。
2015年シーズンはスーパーボウルに進出し、デンバー・ブロンコスと対戦。マクダーモットの指揮する守備陣は相手に1度しかタッチダウンを許さなかったが、攻撃陣が抑え込まれ10-24で敗れた。

#### バッファロー・ビルズ
2017年1月11日、バッファロー・ビルズのヘッドコーチに就任した。
就任1年目の2017年シーズンは、ルーキーのネイサン・ピーターマンを突如として先発のクォーターバックに起用するなど物議を醸す采配もあったが、最終的に9勝7敗でプレーオフに進出。ビルズによるNFLおよび北米プロスポーツ史上ワーストの18年連続プレーオフ不出場記録に終止符を打った。プレーオフではワイルドカード・ラウンドでジャクソンビル・ジャガーズに敗れた。
2018年シーズンは攻撃陣の不振により2勝7敗と低調なスタートとなり、その後立て直したものの、6勝10敗でプレーオフ進出を逃した。現在、マクダーモットが就任以降唯一負け越したシーズンとなっている。
2019年シーズンは10勝6敗でプレーオフに進出し、NFL最優秀コーチ賞にノミネートされた。プレーオフではワイルドカード・ラウンドでヒューストン・テキサンズと対戦し、第3Q途中まで16-0とリードしながらも逆転負けを喫した。
2020年8月12日に、ビルズと2025年までの契約延長に合意した。
2020年シーズンは3年目のクォーターバック、ジョシュ・アレンが大きく成長し、13勝3敗という好成績を記録。1995年シーズン以来となる地区優勝を果たした。プレーオフではワイルドカード・ラウンドのインディアナポリス・コルツ戦で、25年ぶりとなるプレーオフでの勝利を記録。ディビジョナル・ラウンドではボルチモア・レイブンズに17-3で勝利した。AFCチャンピオンシップではカンザスシティ・チーフスに24-38で敗れた。この試合の終盤、マクダーモットはタッチダウンが狙える場面でフィールドゴールを選択する消極的なプレーコールが目立ち、アナリストから批判された。
2021年シーズンは11勝6敗でプレーオフに進出。ワイルドカード・ラウンドでニューイングランド・ペイトリオッツに勝利した。ディビジョナル・ラウンドでは前年敗れたチーフスと再び対戦。試合終盤はアレンと相手エースのパトリック・マホームズによる点の取り合いとなり、最後の2分間で両軍合計25得点を記録した。ビルズは試合時間残り13秒の時点で36-33とリードしたが、守備陣が堪えきれず同点のフィールドゴールを許してしまいオーバータイムとなった。オーバータイムではコイントスに勝って先攻を選択したチーフスが最初のドライブでタッチダウンを記録して勝利した。この試合は近年のプレーオフにおける最高の試合の一つと評価されている。シーズン終了後、この試合のビルズのようにオーバータイムで攻撃の機会すら与えられず敗れてしまうのは不公平であるとして、NFLはプレーオフのオーバータイムのルールを変更し、最初のドライブで先攻がタッチダウンを記録した場合でも、後攻に攻撃の機会が与えられることになった。
2022年シーズンは13勝3敗でプレーオフに進出。第17週の試合中にダマー・ハムリンが心停止で倒れ、翌週の試合が中止となったため、試合数は1試合少なかった。プレーオフではワイルドカード・ラウンドでマイアミ・ドルフィンズに34-31で勝利。ディビジョナル・ラウンドでシンシナティ・ベンガルズに10-27で敗れた。シーズン終了後にディフェンシブ・コーディネーターのレスリー・フレイジャーが辞任し、翌シーズンはディフェンシブ・コーディネーターを置かず、マクダーモット自身が守備のプレーコールを担当することになった。また、ビルズと2027年までの契約延長に合意した。
2023年シーズン途中、ビルズのヘッドコーチとしての通算勝利数でマーブ・レビーに次ぐ歴代2位に浮上した。このシーズンは11勝6敗で地区4連覇を達成し、プレーオフに進出。ワイルドカード・ラウンドでピッツバーグ・スティーラーズに勝利したが、ディビジョナル・ラウンドでチーフスに敗れた。
2024年シーズンは13勝4敗で地区5連覇を達成し、プレーオフに進出。ワイルドカード・ラウンドでデンバー・ブロンコス、ディビジョナル・ラウンドでボルチモア・レイブンズに勝利したが、AFCチャンピオンシップでまたしてもカンザスシティ・チーフスに敗れた。

##### 9.11同時多発テロ事件に関する物議を醸すコメント
2023年12月、ジャーナリストのタイラー・ダンが公開した記事の中で、マクダーモットが2019年シーズンに行ったチームミーティングの中で、計画を完璧に遂行した集団の例として9.11のテロリストを挙げ、自分たちもそのように協力する必要があると語っていたことが明かされた。この発言は多くのメディアから批判され、マクダーモットの解任を求める声も多く上がった。マクダーモットは記事が公開された当日の取材で、自分の意見を良い形で伝えられなかったことを後悔し、選手達にはすぐに謝罪したこと、テロリストを例に挙げたのはコミュニケーションの重要性を強調する意図があったことを明かした。

## 人物
妻と2人の子供がいる。クリスチャンであり、自身の信仰について広く語っている。
2021年の取材で、2017年から複数回にわたり皮膚がんの治療を受けていることを明かした。

## ヘッドコーチ成績
| シーズン | チーム | レギュラーシーズン | レギュラーシーズン | レギュラーシーズン | レギュラーシーズン | レギュラーシーズン | ポストシーズン | ポストシーズン | ポストシーズン | ポストシーズン                                                |
| シーズン | チーム | 勝利               | 敗北               | 引分               | 勝率               | 順位               | 勝利           | 敗北           | 勝率           | 結果                                                          |
| -------- | ------ | ------------------ | ------------------ | ------------------ | ------------------ | ------------------ | -------------- | -------------- | -------------- | ------------------------------------------------------------- |
| 2017     | BUF    | 9                  | 7                  | 0                  | .563               | AFC東地区2位       | 0              | 1              | .000           | AFCワイルドカード・ラウンドでジャクソンビル・ジャガーズに敗北 |
| 2018     | BUF    | 6                  | 10                 | 0                  | .375               | AFC東地区3位       | —              | —              | —              | —                                                             |
| 2019     | BUF    | 10                 | 6                  | 0                  | .625               | AFC東地区2位       | 0              | 1              | .000           | AFCワイルドカード・ラウンドでヒューストン・テキサンズに敗北   |
| 2020     | BUF    | 13                 | 3                  | 0                  | .813               | AFC東地区1位       | 2              | 1              | .667           | AFCチャンピオンシップでカンザスシティ・チーフスに敗北         |
| 2021     | BUF    | 11                 | 6                  | 0                  | .647               | AFC東地区1位       | 1              | 1              | .500           | AFCディビジョナル・ラウンドでカンザスシティ・チーフスに敗北   |
| 2022     | BUF    | 13                 | 3                  | 0                  | .813               | AFC東地区1位       | 1              | 1              | .500           | AFCディビジョナル・ラウンドでシンシナティ・ベンガルズに敗北   |
| 2023     | BUF    | 11                 | 6                  | 0                  | .647               | AFC東地区1位       | 1              | 1              | .500           | AFCディビジョナル・ラウンドでカンザスシティ・チーフスに敗北   |
| 2024     | BUF    | 13                 | 4                  | 0                  | .765               | AFC東地区1位       | 2              | 1              | .667           | AFCチャンピオンシップでカンザスシティ・チーフスに敗北         |
| 通算     | 通算   | 86                 | 45                 | 0                  | .656               |                    | 7              | 7              | .500           |                                                               |

## コーチングツリー
マクダーモットは2人のヘッドコーチの下でコーチを務めた。
- アンディ・リード、フィラデルフィア・イーグルス (2001-2010)
- ロン・リベラ（英語版）、カロライナ・パンサーズ (2010-2016)

これまでに2人がマクダーモットのヘッドコーチ下でコーチを務めた後、NFLまたはNCAAでヘッドコーチとなった。
- デビッド・カリー（英語版）、ヒューストン・テキサンズ (2021)
- ブライアン・ダボール（英語版）、ニューヨーク・ジャイアンツ (2022- )